# Ґао Кеґун
Ґао Кеґун (*1248 — †1310) — визначний китайський художник часів династії Юань.

## Життєпис
Походив з давнього уйгурського клану, представники якого мешкали на північному сході Китаю. Відразу після проголошення династії Юань Ґао Кеґуна було прийнято на службу монгольською владою. Зробив успішну кар'єру, дослужився до звання гун, на кшталт герцога, а згодом посади начальника Департаменту покарань. У 1299 році був введений до штату відновленої Академії Ханьлінь. Перебуваючи при дворі, Ґао Кеґун підтримував тісні зв'язки з сановниками-китайцями, зокрема з Чжао Менфу. Помер у 1310 році у Даду.

## Творчість
Ґао Кеґун творив у жанрах: шань-шуй (山水, «живопис й зображення гір і вод») та мо-чжу (墨竹, «бамбук, намальований тушшю»). В його композиціях на останню з двох тем знайшла продовження традиція зображень бамбука у поєднанні з кам'яними брилами і сама стилістична манера, розроблена представниками і послідовниками школи «художників-літераторів», в першу чергу Ван Тінюнєм. Відомо декілька картин Ґао Кеґуна в цьому жанрі, зокрема «Бамбук під дощем», «Бамбук і каміння».
Пейзажний живопис Ґао Кеґуна відрізняється трохи більшим стилістичним розмаїттям, ніж його «бамбукові» композиції. Ґрунтуючись на творчих знахідках Мі Фу та інших представників «південної» пейзажної школи, він використовував також досягнення майстрів академічного пейзажу епохи Північної Сун, в першу чергу, Лі Чена. Про такий підхід свідчить найвідоміший його твір — картина «Весняні гори в очікуванні дощу», де відтворюється типовий для «туманно-хмарного» стилю пейзаж — гори, що виступають з димчастої пелени і доповнені чітко виписаними на передньому плані зображеннями дерев. Трохи піднесена перспектива, велика кількість повітряного середовища, яке заповнює собою верхню частину сувою й поділяє передній й задній плани, створюючи враження розрідженості і глибини простору.
Аналогічними композиційно-стилістічними рисами відзначена картина Ґао Кеґуна — «Хмарні вершини, пахучі піки» або інша назва «Хмари, що тягнуться над запашними піками».